# Zincomenita
La zincomenita és un mineral de la classe dels òxids. Rep el seu nom en al·lusió a la seva química (del terme grec μηναζ, que significa Lluna, que és indicativa per al seleni).

## Característiques
La zincomenita és un òxid de fórmula química ZnSeO₃, sent el segon selenat de zinc simple després de la sofiïta, amb la qual es troba estretament associada amb una relació pseudomòrfica. Va ser aprovada com a espècie vàlida per l'Associació Mineralògica Internacional l'any 2014. Cristal·litza en el sistema ortoròmbic. Es troba en forma de cristalls, que poden ser tabulars, equants o prismàtics, de fins a 0,2 mm; pot ocórrer en clústers, de fins a 0,3 mm, i com a incrustacions interrompudes sobrecobrint escòria de basalt. L'exemplar que va servir per a determinar l'espècie, el que es coneix com a material tipus, es troba conservat a les col·leccions dels Museu Mineralògic Fersman de l'Acadèmia Russa de les Ciències, a Moscú, amb el número de registre 4538/1.

## Formació i jaciments
Va ser descoberta al camp de fumaroles del nord del primer con d'escòria de l'avanç nord de la Gran erupció fissural, al volcà Tolbàtxik, dins el krai de Kamtxatka, a Rússia, on sol trobar-se associada a altres minerals com: sofiïta, sel·laïta, halita, fluorita, flinteïta, cotunnita, chubarovita i anhidrita. Es tracta de l'únic indret on ha estat descrita aquesta espècie mineral.